# Ганс-Альбрехт Вюстенгаген
Ганс-Альбрехт Вюстенгаґен (нім. Hans-Albrecht Wüstenhagen; 2 травня 1920, Зангергаузен — 4 серпня 2008, Швармштедт) — німецький офіцер, гауптман вермахту. Кавалер Лицарського хреста Залізного хреста.
Син генерал-лейтенанта Альбрехта Вюстенгаґена.

## Нагороди
- Залізний хрест 2-го і 1-го класу
- Нагрудний знак «За участь у загальних штурмових атаках» 1-го ступеня
- Лицарський хрест Залізного хреста (14 квітня 1945) — як гауптман і командир штабної роти фортеці Кюстрін.